# Pierrefontaine-lès-Blamont
Pierrefontaine-lès-Blamont är en kommun i departementet Doubs i regionen Bourgogne-Franche-Comté i östra Frankrike. Kommunen ligger i kantonen Hérimoncourt som tillhör arrondissementet Montbéliard. År 2022 hade Pierrefontaine-lès-Blamont 480 invånare.

## Befolkningsutveckling
Antalet invånare i kommunen Pierrefontaine-lès-Blamont
Referens:INSEE